# ZA-902
La ZA-902 es una carretera autonómica perteneciente a la red complementaria local de carreteras de la Junta de Castilla y León (España).
Con una longitud de 35,948 km, tiene su inicio en el punto kilométrico 22,1 de la N-631 del municipio tabarés de Tábara y su punto final en el punto kilométrico 497,9 de la N-122 del municipio alistano de Fonfría. Consta de una sola calzada, con un carril para cada sentido de la circulación y con un ancho de plataforma de 6 m, con reducciones en algunos tramos a 3 metros como a su paso por la iglesia de San Pelayo en Escober de Tábara. Los vehículos pueden circular con un límite de velocidad de 90 km/h, al igual que en el resto de carreteras autonómicas.

## Localidades de paso
- N-631  Tábara, donde se inicia.
- Escober de Tábara
- San Martín de Tábara
- Viaducto del Vertillo
- Estación Losacio-San Martín
- Losacio
- Río Aliste
- Vide de Alba
- N-122  Fonfría, donde concluye.